# Herb Płocka

Wielki Reprezentacyjny Herb Płocka

Herb Płocka – jeden z symboli miejskich Płocka.

## Wygląd i symbolika
Herb przedstawia na czerwonej tarczy herbowej, w części dolnej, mur obronny z otwartą bramą, a w górnej – fronton katedry z czarną rozetą zwieńczonej złotym krzyżem i dwiema wieżami ze stożkowymi niebieskimi dachami ozdobionymi złotymi kulami.

## Historia
Herb Płocka ustanowiono w 1960 roku i nawiązuje do wizerunków na tłoku pieczęci miasta z XIII wieku. W 1991 Rada Miasta ustanowiła Wielki Reprezentacyjny Herb, który przy nie zmienionym rysunku godła, zwieńczony został u góry koroną królewską, spod której spływają wstęgi w barwach flagi Płocka. U dołu dwa krzyże: Krzyż Walecznych i Krzyż Grunwaldu III klasy oraz łacińska dewiza miasta: Virtute et labore augere, czyli wzbogacać męstwem i pracą.
Herb umieszczono m.in. na tympanonie płockiego ratusza.